# Chňapálek modrožlutý
Chňapálek modrožlutý (Caesio teres) je paprskoploutvá ryba z čeledi chňapalovití (Lutjanidae).
Druh byl popsán roku 1906 ichtyologem Alvinem Sealem.

## Popis a výskyt
Maximální délka ryby je 40 cm.
Barva těla modrá, od hřbetní ploutve po ocasní ploutev zářivě žlutá.
Byla nalezena ve vodách Indo-západního Pacifiku: Východní Afrika až Liniové ostrovy. Nevyskytuje se v Rudém moři ani v Perském zálivu.
Zdržují se ve školkách s jinými rybami stejného rodu. Obývají korálové útesy, kde se živí zooplanktonem. Jedná se o vejcorodou rybu s pelagickými jikrami.